# Maria Janion
Maria Janion (4. prosince 1926 Mońki – 23. srpna 2020 Varšava) byla polská literární historička a teoretička, znalkyně polského a evropského romantismu, badatelka polské kultury 19. a 20. století, feministka. Profesorka na Ústavu literárních věd (Instytut Badań Literackich PAN).
Je autorkou více než dvaceti knih zásadního významu pro reflexi polské identity a několika set studií, článků, skic a recenzí. Kritička polských národních mýtů, polského kultu války, vojenství, hrdinství, vojenských převratů, martyrologie. Feministka, filozofka, kritička rasismu, antisemitismu, homofobie a misogynie.
Profesně byla spojena mimo jiné s Polskou akademií věd, Gdaňskou univerzitou a Varšavskou univerzitou. Akademická učitelka. Školitelka dvaceti doktorských prací.
V letech 1968–1978 šéfredaktorka ediční řady Dějiny a teorie literatury. Studie Polské akademie věd. Editorka edic polské poezie a dramatu Nie-Boska komedia pro Biblioteku Narodowou (Národní knihovnu), redaktorka edičních řad, mj. edice Transgresje a Obraz Literatury Polskiej. Od roku 1978 editorka vícesvazkové Romantické knihovny.
Za druhé světové války působila v ilegálním polském skautském svazu. Od 70. let 20. století působila v demokratické opozici Polské lidové republiky. Spoluzakladatelka nezávislé Společnosti akademických kurzů (Towarzystwo Kursów Naukowych). V srpnu 1980 byla signatářkou dopisu 64 intelektuálek a intelektuálů na podporu stávek, v němž vyzývali k akci "bez krveprolití". V roce 1981 řečnice na Kongresu polské kultury, jehož jednání bylo přerušeno zavedením stanného práva. V roce 1982 propuštěna z Gdaňské univerzity v rámci politických represí (znovu přijata v roce 1983).
V letech 2000–2004 předsedala porotě literární ceny Nike. V roce 2007 se stala finalistkou této ceny za knihu Znepokojivé slovanství. Fantazmata literatury.
V letech 1948–1978 byla členkou PSDS. Patřila mezi tvůrce podzemní létající univerzity.

## Hlavní oblasti výzkumu
Byla autorkou desítek knih a několika stovek studií, článků, skic a recenzí. Souběžně s vědeckou prací rozvíjela ediční činnost (edice domácí poezie, Ne-boská komedie pro Národní knihovnu) a redakční práci. Redigovala celé ediční řady: mimo jiné "Transgresje" a "Obraz Literatury Polskiej" ("Obraz polské literatury") a od roku 1978 mnohosvazkovou "Biblioteku romantycznou" ("Romantická knihovna"), která vychází dodnes. V letech 1968–1978 byla šéfredaktorkou ediční řady IBL Historia i Teoria Literatury. Studie. Iniciovala a organizovala také řadu dalších vědeckých podniků (konferencí, sympozií, setkání).
Mezi její vědecké zájmy patřily nejen dějiny polské a zahraniční literatury posledních dvou století, ale také dějiny idejí, stylů chování a společenských postojů, proměny symbolické imaginace, estetických forem a kategorií, jakož i metodologie literárního výzkumu. Zvláštní místo v nich zaujímá romantismus.

### Romantismus podle Marie Janion
Romantismus se zrodil v okamžiku novověkého objevování já a zpočátku byl především individualismem, zkoumajícím prožitek konkrétní existence a tajemství osoby. Romantická imaginace odhalila novou skutečnost: vnitřní svět snů a fantasmat. Přitom učinila objev "podvědomí člověka" a vyslovila mnohé z toho, co bylo dosud skryto a utajeno, i když také v ní existovaly sféry potlačování a popírání. Osvobození bylo umožněno díky rozchodu s klasicismem a jeho dogmatickým, jednostranným a představivost svazujícím chápáním tradice. Romantické chápání tradice: mnohotvárné a pluralitní se stalo základem nového paradigmatu kultury.
Janion ve svých pracích podrobně popisovala různé aspekty tohoto nového paradigmatu: nový typ hrdiny; drastické porušení tabu smrti; revindikaci toho, co bylo skryto, zapomenuto a neuznáno a co vedlo k nobilitaci neoficiálních, alternativních kultur (především lidové, dále pohanské, slovanské, severské a orientální); pojetí přírody jako vzoru, modelu existence, v němž je stvoření nevyhnutelně ztotožňováno se zničením, dokonce se sebezničením, a život se smrtí; chápání dějin jako teofanie; dramatickou filozofii existence rozkročené mezi spásou a nicotou; dříve nevyjádřené, potlačené existenciální prožitky (dítěte, blázna, ženy ad.). Badatelka věnoval velkou pozornost také novým formám a stylům romantického psaní. Analyzovala tajemství romantické formy (tzv. otevřená forma, poetika fragmentu) a romantické estetické kategorie (studie o tragičnosti, ironii, grotesce, vznešenosti). Zdůrazňovala, že v romantismu postupem času nabýval na významu smysl pro absurditu a grotesknost existence, vyjádřený ironií a melancholií.

### Specifika polského romantismu a jeho vliv na polskou kulturu
Velkou pozornost věnovala zvláštnímu charakteru polského romantismu, zejména tomu, jak tato epocha ovlivnila polskou kulturu v 19., 20. a dokonce i 21. století. Badatelka tvrdí, že během téměř dvou set let od rozdělení Polska počínaje, válečným stavem a obdobím po něm konče, převládal v Polsku poměrně homogenní styl kultury, který nazvala romanticko-symbolickým. Romantický individualismus, radikální vzpoura jedince proti realitě, šílenství imaginace, vzpoura smrti nebo konečně morální dilemata, která měla pro polské společenství velký význam, byly v procesu recepce polskými čtenáři podrobeny politické redukci a dalekosáhlému zjednodušení. Tento proces byl podporován epigonskou, imitativní domácí literaturou období mezi povstáními. Velký romantismus se v Polsku postupně proměnil v kánon, či spíše ve dva kánony: vlastenecký a mesianisticko-martyrologický. Stalo se tak proto, že se v určitém okamžiku zaměřil především na budování pocitu národní identity a obranu jejích symbolů. Získal tak charakter národního charismatu, organizujícího se kolem duchovních hodnot kolektivu, jako je vlast, nezávislost, národní svoboda a solidarita národů. Dominantní roli zde hrála literatura.

## Dílo
- Romantyzm, rewolucja, marksizm, 1972
- Gorączka romantyczna, 1975
- Romantyzm i historia (společně s M. Żmigrodzkou), 1978
- Odnawianie znaczeń, 1980
- Humanistyka: poznanie i terapia, 1982
- Wobec zła, 1989
- Życie pośmiertne Konrada Wallenroda, 1990
- Projekt krytyki fantazmatycznej, 1991
- Kobiety i duch inności, 1996
- Płacz generała – eseje o wojnie, 1998
- Do Europy – tak, ale razem z naszymi umarłymi, 2000
- Żyjąc tracimy życie, 2001
- Purpurowy płaszcz Mickiewicza, 2001
- Wampir. Biografia symboliczna, 2002
- Romantyzm i egzystencja (spolu s M. Żmigrodzkou), 2004
- Niesamowita Słowiańszczyzna, 2006
- Bohater, spisek, śmierć: wykłady żydowskie, 2009
- Hero, Conspiracy, and Death: The Jewish Lectures, translated by Alex Shannon, 2014.
- Znepokojivé slovanství. Fantazmata literatury, přel. Lucie Zakopalová, 2022